# Cruiser Mk IV
Cruiser Mk IV (službeno eng. Cruiser Tank Mark IV) je bio britanski brzi tenk projektiran između dva svjetska rata.
Cruiser Mk IV je baziran na svom prethodniku Cruiser Mk III. Jedina razlika u odnosu na Cruiser Mk III je dodani oklop na kupolu. Dodatni oklop se sastojao od čeličnih ploča postavljenih u "V" obliku na bočne stranice kupole. Prvi tenkovi su bili samo nadograđeni Cruiser Mk III tenkovi, dok su kasnije proizvođeni serijski s "V" kupolom. Iako je rabljen isti motor, a težina zbog dodatnog oklopa povećana, zbog dobrog omjera snage motora i težine tenka zadržana su ista vozna svojstva kao i kod prethodnika.
Proizvodnja je pokrenuta 1938. godine, a rabljeni su u Francuskoj 1940. i Zapadnoj Sahari 1940. – 1941. Ukupno je proizvedeno oko 655 primjeraka. Iako su imali relativno tanak oklop i bili skloni mehaničkim kvarovima, brzina tih tenkova je bila presudna u sjevernoafričkoj kampanji.

## Vanjske poveznice

### Zajednički poslužitelj
|  | Zajednički poslužitelj ima još gradiva o temi Cruiser Mk IV |